# Нефтегорское городское поселение
Нефтегорское городское поселение — муниципальное образование в Апшеронском районе Краснодарского края России.
В рамках административно-территориального устройства Краснодарского края ему соответствует Нефтегорский поселковый округ.
Административный центр — посёлок городского типа Нефтегорск.

## Население
| 2010  | 2012  | 2013  | 2014  | 2015  | 2016  | 2017  |
| ----- | ----- | ----- | ----- | ----- | ----- | ----- |
| 8483  | ↘8457 | ↗8462 | ↘8434 | ↗8474 | →8474 | ↘8390 |
| 2018  | 2019  | 2020  | 2021  | 2023  |       |       |
| ↘8275 | ↘8228 | ↘8179 | ↘7887 | ↘7846 |       |       |

## Населённые пункты
В состав городского поселения (поселкового округа) входят 4 населённых пункта:
| № | Населённый пункт | Тип населённого пункта  | Население (чел.) |
| - | ---------------- | ----------------------- | ---------------- |
| 1 | Нефтегорск       | посёлок городского типа | ↘4749            |
| 2 | Нефтяная         | станица                 | ↗2065            |
| 3 | Николаенко       | хутор                   | ↗1022            |
| 4 | Подольский       | хутор                   | ↗90              |